# Wolfgang Steiert
Wolfgang Steiert (* 19. April 1963 in Hinterzarten; † 12. Dezember 2024) war ein deutscher Skispringer und Skisprungtrainer.

## Werdegang
Wolfgang Steiert erlernte das Spengler-Handwerk.
Steiert war von 1981 bis 1989 fester Bestandteil des deutschen A-Kaders und begann seine Karriere im Rahmen der Weltklassewettbewerbe mit der Teilnahme an der Vierschanzentournee 1981/82. Am 21. Februar 1982 errang er in Travnik als Dritter seinen einzigen Podestplatz im Europacup. Bei seinem ersten Springen in der Weltcup-Saison 1982/83 in Cortina d’Ampezzo landete er auf Platz 10 und gewann so zugleich seine ersten Weltcup-Punkte. Über die Jahre gelangen ihm bei kleineren Veranstaltungen vereinzelt Platzierungen unter den besten Drei, vor allem bei Sommerspringen. Nach vielen Stürzen beendete er mit nur 25 Jahren 1989 seine aktive Karriere.
1991 wurde er Trainer des deutschen B-Kaders. Er stieg 1993 auf zum Co-Trainer der Nationalmannschaft an der Seite von Reinhard Heß. Die beiden bildeten ein erfolgreiches Team, unter dem Sven Hannawald und Martin Schmitt ihre großen Erfolge feiern konnten. Steiert wurde 2003 Nachfolger von Heß als Bundestrainer. Er wurde nach dem Ausbleiben von Erfolgen und nach Zerwürfnissen mit den Athleten Michael Möllinger und Frank Löffler im Oktober 2004 von Peter Rohwein abgelöst.
Steiert übernahm daraufhin die vakante Stelle als russischer Nationaltrainer. Dort gelang es ihm, für das Weltcup-Team ein professionelles Umfeld zu schaffen und Athleten wie Denis Kornilow, Dmitri Ipatow oder Ilja Rosljakow zeitweise an die erweiterte Weltspitze heranzuführen. Mit Dmitri Wassiljew gelang ihm gar das Vordringen in die absolute Weltspitze. Am 24. Februar 2010 gab Steiert seinen Rücktritt als Trainer der russischen Nationalmannschaft bekannt. Im November 2010 kehrte Wolfgang Steiert zum Deutschen Skiverband zurück und arbeitete seither als Landestrainer Skispringen am Skiinternat Furtwangen. Zusammen mit Bundesnachwuchstrainer Rolf Schilli arbeitete er am Aufbau einer Frauen-Skisprungmannschaft in Baden-Württemberg.

## Kritik
Steiert wurde von Michael Möllinger und Frank Löffler vorgeworfen, Athleten zu einem ungesunden, niedrigen Körpergewicht zu drängen. Walter Hofer und Martin Schmitt sprachen sich daraufhin für Reglementänderungen aus. Auch Zuschauer äußerten sich kritisch über Steierts Methoden. Ihm wurde außerdem ein selbstherrliches Auftreten vorgeworfen. Andreas Bauer schied aus diesem Grund aus dem Trainerstab der Skispringer aus, nachdem Steiert zum Nachfolger von Reinhard Heß ernannt worden war.

## Persönliches
Steiert war verheiratet und Vater von zwei Töchtern. Er starb am 12. Dezember 2024 nach langer schwerer Krankheit im Alter von 61 Jahren und wurde nach einer Trauerfeier in der Pfarrkirche Maria in der Zarten auf dem Friedhof in Hinterzarten beigesetzt.

## Erfolge
Weltcup-Platzierungen
| Saison  | Platz | Punkte |
| ------- | ----- | ------ |
| 1981/82 | 66.   | 01     |
| 1982/83 | 45.   | 11     |
| 1984/85 | 46.   | 10     |
| 1985/86 | 40.   | 15     |
| 1986/87 | 63.   | 05     |